# LEW EL3
LEW EL3 – wąskotorowa lokomotywa elektryczna produkowana w niemieckim zakładzie LEW Hennigsdorf w latach 1951–1978. EL3 produkowane było głównie na rynek rodzimy, jednak niewielka część tego typu lokomotyw trafiła na eksport. Elektrowóz wykorzystywano głównie na kolejach górniczych w NRD, ZSRR, Polsce i Jugosławii. Wąskotorowe lokomotywy LEW używane były w Niemczech do 1999 roku.

## Historia
Na początku lat 50. XX wieku w zakładach Lokomotivbau Elektrotechnische Werke Hennigsdorf zaprojektowano trzy typy lokomotyw elektrycznych dla kopalni odkrywkowych – dwuczłonową, normalno- lub szerokotorową EL1, jednoczłonową, normalno- lub szerokotorową EL2 i jednoczłonową, wąskotorową EL3. Projekt lokomotyw oparty był na konstrukcjach AEG powstałych w późnych latach 20. XX wieku, jednak modernizowanych podczas i po II wojnie światowej.

## Konstrukcja

### Pudło
Ściany boczne pudła EL3 wykonane zostały z jednego arkusza blachy stalowej o grubości 30–35 mm, przyspawanych do stalowych belek poprzecznych i blach tworzących płytę podłogową. Nadwozie oparte jest na wózkach na ośmiu ślizgowych oparciach, po czterech na każdy wózek. Przed i za kabiną maszynisty znajdują się przedziały maszynowe. W przedniej skrzyni znajdowały się na wentylatory silników, sprężarkę powietrza i akumulatory. W tylnej części zamontowano bloki oporów rozruchowych i hamowania.

### Podwozie i wózki
Podwozie EL3 stanowiły dwa dwuosiowe wózki napędowe o rozstawie kół 900 mm. Ułożyskowane ślizgowo zestawy kołowe, umieszczone zostały w staliwnych widłach ramy wózka. Zestawy kołowe oparte były na sprężynach śrubowych połączonych ze sprężynami piórowymi. Połączenie to wyrównywało nacisk na obie osie wózka, umożliwiając pokonywanie stromych podjazdów po ułożonych tymczasowo torowiskach. Wózek składał się z trzech poprzecznic i dwóch podłużnic połączonych spawami. Do zewnętrznej poprzecznicy przynitowany był sprzęg, natomiast na środkowej znajdował się sworzeń umożliwiający obrót wózka względem pudła lokomotywy.
Zatrzymanie pociągu umożliwiały jednostronne, żeliwne hamulce klockowe uruchamiane za pomocą dwóch tłoczków powietrznych produkcji Knorr-Bremse. Tylny wózek wyposażony był także w hamulec ręczny.

### Napęd

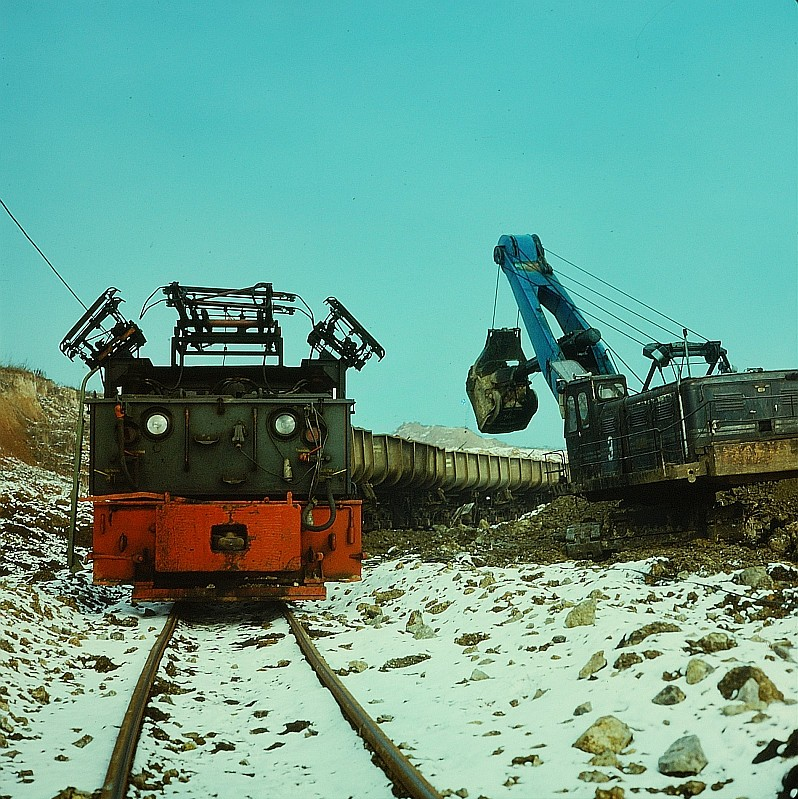
Trzy pantografy lokomotywy użytkowanej w Niemieckiej Republice Demokratycznej

Czterobiegunowe silniki trakcyjne połączone szeregowo, zawieszone były w ramach wózka za nos. Przenoszenie momentu obrotowego na zestawy kołowe możliwe było za pomocą jednostronnej walcowej przekładni o prostych zębach. Cztery silniki trakcyjne o łącznej maksymalnej mocy godzinnej wynoszącej 740 kW, pozwalały przy 28 km/h rozwinąć 105 kN siły pociągowej. EL3 zasilane były prądem stałym o napięciu 600 lub 1200 V.
Elektrowozy posiadają dwie pary sterowanych pneumatycznie odbieraków prądu umieszczonych równolegle na obu przedziałach maszynowych. Ze względu na zastosowanie sieci trakcyjnej z prawej lub lewej strony toru, pantografy unosiły się ukośnie względem osi lokomotywy. Część lokomotyw użytkowanych w NRD posiadała także pantograf środkowy, umożliwiający pobieranie prądu z sieci nad środkiem toru.

### Kabina maszynisty
Kabina maszynisty znajdowała się w połowie długości pudła, w obniżeniu między wózkami jezdnymi. Przy ścianach czołowych zamontowano pulpity sterownicze z podstawowym oprzyrządowaniem, m.in. – prędkościomierzem, manometrami hamulców, amperomierzami, woltomierzami i kranem hamulca. Nastawnik jazdy wraz z nawrotnikiem oraz przełącznikiem połączenia silników (praca szeregowa bądź szeregowo-równoległa) umiejscowiony był w konsoli znajdującej się pośrodku kabiny. Na każdej ze ścian bocznych znajdowały się drzwi wejściowe otwierane do wewnątrz kabiny oraz okno, a w ścianach czołowych, umieszczone są dwie szyby. Część EL3 wyposażona była w przełącznik napięcia zasilania, a także sterowanie wielokrotne.

## Eksploatacja
W latach 1951–1978 powstało około 790 lokomotyw LEW EL3. 619 maszyn użytkowano w byłej NRD, 53 sztuki trafiły do Polski (KWB Konin i KWB Turów). Resztę lokomotyw wyeksportowano do Związku Radzieckiego i Jugosławii.
| Państwo    | Lata dostaw | Liczba | Źródło |
| ---------- | ----------- | ------ | ------ |
| NRD        | 1951-1978   | 619    | [ 4 ]  |
| ZSRR       | 1951-1973   | ?      |        |
| Polska     | 1955-1964   | 53     | [ 2 ]  |
| Jugosławia | 1951-1978   | ?      |        |